# .ug
.ug — национальный домен верхнего уровня для Уганды, управляемый Infinity Computers & Communications Company от имени Uganda Online.

## Домены второго уровня
Существует тринадцать доменов второго уровня:
- .co.ug — для коммерческих организаций
- .ac.ug — для университетов
- .sc.ug — для школ
- .go.ug — для государственных учреждений
- .ne.ug — для провайдеров интернета и сети
- .or.ug — для неправительственных организаций
- .org.ug — для неправительственных организаций
- .com.ug — для коммерческих организаций
- .med.ug — для медицинских учреждений и организаций, оказывающих услуги в сфере здравоохранения
- .ngo.ug — альтернативный национальный домен верхнего уровня для неправительственных организаций в Уганде
- .law.ug — для юридических организаций и практикующих юристов в Уганде
- .ltd.ug — альтернативный национальный домен верхнего уровня для коммерческих организаций и предпринимательств в Уганде
- .inc.ug — альтернативный национальный домен верхнего уровня для коммерческих организаций и предпринимательств в Уганде[1]